# Francisco Vallejo Pons
Francisco Vallejo Pons (Es Castell, Menorca, 21 d'agost de 1982) és un jugador d'escacs menorquí, el més fort jugador de tots els temps nascut a Espanya i habitual número 1 del rànquing espanyol (durant alguns anys número 2 estatal després de la nacionalització del russo-letó Aleksei Xírov). El 1999 li fou atorgat el títol de Gran Mestre, essent el més jove de l'Estat espanyol en rebre aquest títol amb només 16 anys.
A la llista d'Elo de la FIDE de l'agost de 2022, hi tenia un Elo de 2710 punts, cosa que en feia el jugador número 1 de l'estat espanyol, i el 29è millor jugador del rànquing mundial. El seu màxim Elo va ser de 2724 punts, a la llista de juliol de 2011 (posició 21 al rànquing mundial).

## Resultats destacats en competició

### Els primers anys de carrera
El 1998, amb només 15 anys, fou subcampió d'Espanya rere el català Miquel Illescas, a Linares.
Vallejo fou un prodigi dels escacs, assolint el títol de GM el 1999, a l'edat de 16 anys i 9 mesos, cosa que en fa el 20è jugador més jove del món que mai hagi esdevingut Gran Mestre. L'any 2000, aconseguí el subcampionat d'Europa Sub-20 a Avilés, i aquell mateix any es proclamà Campió del món sub-18, a Orpesa; caldria esperar divuit anys per tal que un altre espanyol guanyés un mundial per edats: Pedro Ginés el 2018. Guanyà, a més, l'obert d'escacs de Palma.

### Jugador d'elit
Després d'haver estat un dels millors jugadors del món en edat júnior, Vallejo va entrar al Top-100 mundial l'any 2001, i s'hi ha mantingut de forma continuada des de llavors. El gener de 2005 va arribar a ocupar la 18a posició mundial, amb un Elo de 2686 punts.
El 2001 va vèncer al torneig Memorial Capablanca a l'Havana. El 2002 fou novament subcampió d'Espanya, a Ayamonte (Huelva) rere Aleksei Xírov, i va guanyar el torneig de Dos Hermanas. Va participar en el Campionat del món de la FIDE de 2002, on després de superar en primera ronda en Stanislav Sàvtxenko, fou eliminat en segona ronda per Emil Sutovsky.
Va participar en la Copa del món de 2005 a Khanti-Mansisk, on tingué una bona actuació; tot i que perdé en vuitens de final contra el campió del torneig Levon Aronian, aconseguí ser finalment 12è, a només dues posicions de les places (10) que donaven accés al Torneig de Candidats.

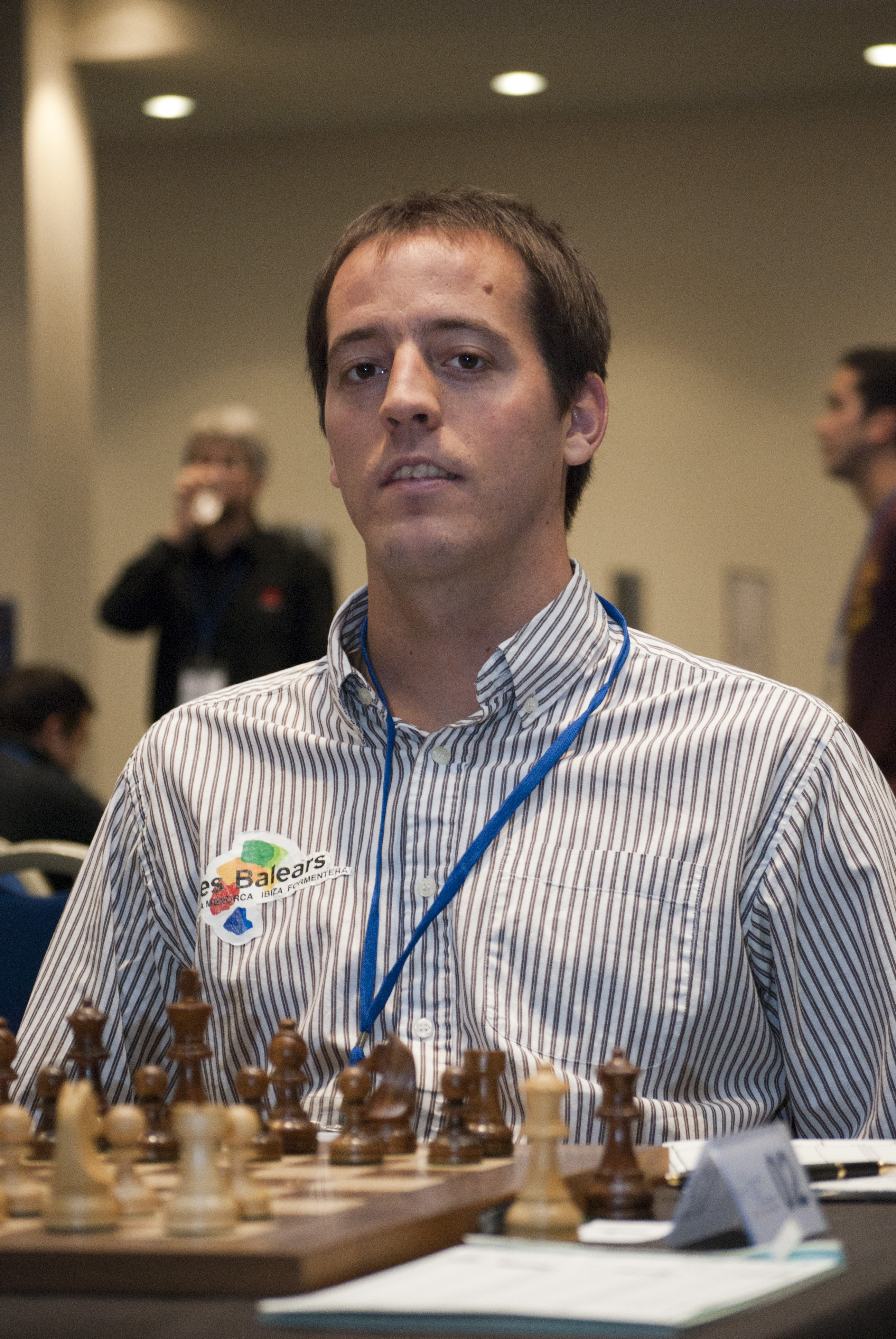
Paco Vallejo, el 2011

El 2006 va ser un gran any per Vallejo: va guanyar el torneig Young Master World Chess, mundial oficiós sub-24, per davant de Ruslan Ponomariov. El 25 de febrer del mateix any, aconseguí vèncer el campió del món, el búlgar Vesselín Topàlov en 56 moviments amb negres al Torneig d'elit de Linares-Morelia, una partida que va rebre el premi de bellesa del torneig. Aquell mateix any, Vallejo col·laborà com a analista amb Topàlov en el seu enfrontament amb el rus Vladímir Kràmnik en la lluita pel títol mundial que acabà amb el cisma als escacs. També el 2006 empatà al primer lloc amb Ruslan Ponomariov al torneig de Cuernavaca, Mèxic. El mateix any 2006 es proclamà per primer cop campió d'Espanya absolut, a León, tot superant a la final en Salvador Del Río Angelis per un resultat de 1½-½
El 2008, empatà al segon lloc amb Vladímir Malakhov, rere Krishnan Sasikiran, a la 18a edició del Torneig Internacional de Pamplona.
El 2009, a Cala Major, Palma, guanyà el seu segon Campionat d'Espanya absolut, per davant de Josep Manuel López, i acabant imbatut, amb 8 punts de 9 possibles (+7 =2). Fou subcampió al Campionat d'Espanya de 2010; Vallejo liderava la competició a la novena i última ronda, però no va poder passar de les taules, i va veure com finalment Miquel Illescas es proclamava campió.
Degut als seus bons resultats esportius, el 2009 el conseller d'Esports i Joventut del Govern de les Illes Balears, Mateu Cañellas, signà un contracte de patrocini entre la Fundació Illesport i Paco Vallejo, corresponent a la temporada 2009.
El gener de 2011, fou segon al Torneig de Cap d'Any de Reggio Emilia, un Categoria XVIII, empatat a punts amb el campió, Vugar Gaixímov. L'abril de 2011 empatà als llocs 2n-5è al fort Festival de Nakhchivan, a l'Azerbaidjan, amb Aleksandr Ipàtov, Zoltán Almási, i Ivan Sokolov (el campió fou Anton Kórobov).
Entre l'agost i el setembre de 2011 participà en la Copa del món de 2011, a Khanti-Mansisk, un torneig del cicle classificatori pel Campionat del món de 2013, i hi tingué una raonable actuació; avançà fins a la segona ronda, quan fou eliminat per Lázaro Bruzón (1½-2½).
En contrast amb les Grand Slam Masters Finals dels darrers anys, els organitzadors decidiren de tornar a un torneig a doble volta de sis jugadors, sense cap torneig especial de classificació. La primera meitat del torneig es jugà a São Paulo entre el 25 de setembre i l'1 d'octubre, i la segona meitat a Bilbao entre el 5 d'octubre i l'11 d'octubre.
Entre setembre-octubre de 2011 participà en la Grand Slam Masters Final a Bilbao, on participaven els millors del món, i on tingué una actuació raonable, malgrat quedar en darrera posició.
El març de 2012 fou 8è al Campionat d'Europa absolut, a Plòvdiv (Bulgària) (el campió fou Dmitri Iakovenko). Fou sisè al Campionat d'Europa d'escacs individual de 2013 a Legnica, Polònia, empatat amb altres jugadors amb 8 punts d'11 possibles (el campió fou Oleksandr Moissèienko).
L'agost de 2013 participà en la Copa del Món de 2013, on tingué una actuació regular, i arribà a la segona ronda, on fou eliminat per Le Quang Liem 1½-2½.
El setembre de 2014 es proclamà per tercer cop en la seva carrera campió d'Espanya absolut, a Linares, en un torneig que fou el més fort d'aquest tipus de la història.
El febrer del 2015 fou 2-5è a l'Obert de Moscou amb 7 punts de 9 empatat amb Tigran L. Petrossian, Anton Kórobov i Vladislav Artémiev (el campió fou Ernesto Inàrkiev). El setembre de 2015 revalidà el títol de campió d'Espanya absolut a Linares amb 7 punts de 9 partides i en tenir millor desempat que David Antón i Mikel Huerga.
El maig 2016 fou 3-5è (cinquè en el desempat) del Campionat d'Europa individual, a Đakovica (Kosovo), amb 8 punts d'11, els mateixos punts que Baadur Jobava i David Navara (el campió fou Ernesto Inàrkiev). L'agost de 2016 revalidà el títol de campió d'Espanya liderant la classificació en solitari amb 7½ punts.
El març de 2018 es va fer públic que estava molt afectat per un conflicte amb la hisenda espanyola, que li reclamava més de mig milió d'euros derivats d'unes apostes al pòquer en línia que havia fet el 2011. Això li va fer retirar-se del Campionat d'Europa de 2018, celebrat a Batumi, i que va guanyar Ivan Šarić.
El novembre de 2019 empatà als llocs 1r-7è, tot i que acabà segon pel desempat, al campionat d'Espanya absolut a Marbella (el campió fou Aleksei Xírov). L'agost de 2021 fou tercer al campionat d'Espanya (el campió fou Eduardo Iturrizaga).

### Participació en competicions internacionals per equips
Vallejo ha participat, representant Espanya, en quatre Campionats d'Europa per equips entre els anys 2001 i 2009 (amb un total de 24,5 punts de 36 partides, un 68,1%). Hi ha obtingut dues medalles individuals: medalla d'or al segon tauler (edició de 2003), i medalla d'argent al segon tauler (edició de 2009).
També ha participat, representant Espanya, en cinc Olimpíades d'escacs entre els anys 2000 i 2008 (amb un total de 36 punts de 57 partides, un 63,2%). Hi ha aconseguit una medalla d'argent per la seva actuació individual en el segon tauler de l'equip espanyol a l'edició de 2008.
| Any  | Olimpíada         | Ciutat   | Elo propi | Tauler | Partides | Guanyades | Taules | Perdudes | %     | Posició indiv.   | Posició equip |
| ---- | ----------------- | -------- | --------- | ------ | -------- | --------- | ------ | -------- | ----- | ---------------- | ------------- |
| 2000 | XXXIV Olimpíada   | Istanbul | 2554      | 2n     | 10       | 3         | 3      | 4        | 45,0% | 78               | 23            |
| 2002 | XXXV Olimpíada    | Bled     | 2635      | 1r     | 12       | 5         | 3      | 4        | 54,2% | 52               | 19            |
| 2004 | XXXVI Olimpíada   | Calvià   | 2678      | 2n     | 12       | 7         | 3      | 2        | 70,8% | 8                | 10            |
| 2006 | XXXVII Olimpíada  | Torí     | 2666      | 2n     | 12       | 4         | 7      | 1        | 62,5% | 24               | 10            |
| 2008 | XXXVIII Olimpíada | Dresden  | 2664      | 2n     | 11       | 7         | 4      | 0        | 81,8% | Medalla de plata | 10            |

| Any  | Europeu                 | Ciutat    | Elo propi | Tauler | Partides | Guanyades | Taules | Perdudes | %     | Posició indiv.   | Posició equip |
| ---- | ----------------------- | --------- | --------- | ------ | -------- | --------- | ------ | -------- | ----- | ---------------- | ------------- |
| 2001 | XIII Europeu per equips | Lleó      | 2630      | 2n     | 9        | 5         | 3      | 1        | 72,2% | 4                | 7             |
| 2003 | XIV Europeu per equips  | Plòvdiv   | 2662      | 2n     | 9        | 4         | 4      | 1        | 66,7% | Medalla d'or     | 7             |
| 2007 | XVI Europeu per equips  | Heraklion | 2660      | 2n     | 9        | 4         | 5      | 0        | 72,2% | Medalla de plata | 11            |
| 2009 | XVII Europeu per equips | Novi Sad  | 2696      | 2n     | 9        | 3         | 5      | 1        | 61,1% | 6                | 6             |